# Usechini
Usechini es una  tribu de coleópteros polífagos tenebrionoideos pertenecientes a la familia Zopheridae.  Contiene un solo género: Usechus con las siguientes especies.

## Especies
Comprende las siguientes especies:
- Usechus chujoi Kulzer, 1960
- Usechus ohdaiensis Sasaji, 1987
- Usechus sasajii Saitö, 1999
- Usechus tsushimensis Kamiya, 1963